# Agent in eigener Sache
Agent in eigener Sache, zum Teil auch als Smileys Leute veröffentlicht (englischer Originaltitel: Smiley’s People), ist ein Spionageroman des britischen Schriftstellers John le Carré aus dem Jahr 1979. Der siebte Roman mit dem Geheimagenten George Smiley bildet nach Tinker Tailor Soldier Spy (1974) und Eine Art Held (The Honourable Schoolboy, 1977) den Abschluss der so genannten Karla-Trilogie (The Quest for Karla) um Smileys Kampf gegen seinen sowjetischen Widersacher mit dem Decknamen „Karla“.

## Inhalt
George Smiley, der entmachtete Chef des britischen Geheimdienstes „Circus“, wird aus dem Ruhestand gerufen. Sein ehemaliger Agent Wladimir, allgemein nur der „General“ genannt und Anführer einer Gruppe von Exil-Esten, ist vor einem geplanten Treffen mit einem Kontaktmann des Circus in Hampstead Heath ermordet worden. Tat und Tatwaffe tragen die Spuren des sowjetischen KGB. Um keine Wellen zu schlagen, beauftragt der Ministerialbeamte Oliver Lacon den pensionierten Smiley damit, „aufzuräumen“, das heißt Wladimirs Verbindungen zum Circus zu vertuschen. Doch Smiley beginnt auf eigene Faust zu ermitteln, denn eine Nachricht Wladimirs elektrisiert ihn: es gehe um den „Sandmann“ – Smileys sowjetischen Widersacher Karla.
Vor über 20 Jahren versuchte Smiley als junger Agent in Indien, einen russischen Spion zum Überlaufen zu bewegen. Um sein Vertrauen zu gewinnen, offenbarte er ihm private Probleme mit seiner untreuen Ehefrau Ann und überließ ihm deren Geschenk, ein Feuerzeug mit Liebeswidmung. Doch seine Bemühungen blieben vergeblich, aus dem jungen Spion wurde „Karla“, der Chef des sowjetischen Geheimdienstes, der sein Wissen um seinen britischen Gegenspieler ausnutzte, indem er den Maulwurf Bill Haydon auf dessen Frau ansetzte. Bis heute hat Smiley, der sich inzwischen von Ann getrennt hat, diesen Verrat nicht verwunden.
Bereits vor vier Jahren, als Smiley in Hongkong nach einem sowjetischen Agenten jagte, kamen Gerüchte auf, auch Karla besäße einen wunden Punkt: die unglückliche Liebe zu einer Frau, die er ermorden ließ, als sie ihm untreu wurde. Nun schien er ohne Wissen der Moskauer Führung ein junges Mädchen ins Ausland schmuggeln zu wollen, dem sein Gesandter Oleg Kursky eine Tarnidentität verschaffen sollte. Dieser setzte Otto Leipzig ein, einen windigen Doppelagenten, der die Pläne an seinen Landsmann „General“ Wladimir verriet, der sie wiederum dem Circus zutrug. Doch nach Smileys Entmachtung versiegte die Spur, da die neue Leitung unter Saul Enderby den Exilbalten nicht traute. Erst vier Jahre später meldete sich Wladimir erneut, als Kursky in Paris die russische Dissidentin Maria Ostrakowa unter Druck setzte, um unter dem Namen ihrer Tochter Alexandra eine sowjetische Agentin ins Land zu schleusen. Bevor er Details des Plans preisgeben konnte, wurde der „General“ ermordet.
Smiley sucht seine alten Getreuen auf: Die im Sterben liegende Connie Sachs versorgt ihn mit wichtigen Hintergrundinformationen. Mit Peter Guillam, der zur Pariser Botschaft abgeschoben wurde, bringt er die alte Ostrakowa, auf die bereits ein Mordanschlag verübt wurde, in Sicherheit. Otto Leipzig hingegen kann er nahe Lübeck nur noch tot bergen, ermordet durch Karlas Agenten. Immerhin finden sich in seinem Nachlass genügend Beweise für Kurskys und Karlas Verstrickungen, dass Smiley von Enderby grünes Licht für einen Einsatz erhält, solange dieser nicht im Namen des Circus ausgeführt wird.
Mit dem reaktivierten Toby Esterhase, der sich zwischenzeitlich als Kunsthändler verdingte, begibt sich Smiley nach Bern, wo ein junges Mädchen, das in Wahrheit Tatjana heißt, als Alexandra Ostrakowa in einer privaten psychiatrischen Klinik untergebracht ist. Sie wird vom sowjetischen Handelsattaché Anton Grigoriew betreut, den Smiley entführt und erpresst, bis er zugibt, im Geheimauftrag Karlas zu handeln. Dieser habe heimlich seine psychisch erkrankte Tochter außer Landes geschafft, weil sie in der Sowjetunion keine ausreichende Betreuung erhielt und ihr die Verfolgung als Regimekritikerin drohte. Smiley besucht das Mädchen und schickt anschließend Karla einen Brief, in dem er droht, dessen doppeltes Spiel im Kreml publik zu machen. Der Exekution, nach der niemand mehr für seine Tochter sorgen würde, könne er nur entgehen, indem er in den Westen überlaufe.
An der Berliner Mauer, wo Jahre zuvor der britische Spion Alec Leamas sein Ende fand (siehe Der Spion, der aus der Kälte kam) warten Smiley, Esterhase und Guillam auf die Ankunft Karlas, und tatsächlich gelingt diesem der geplante Grenzübertritt. Auf Westberliner Boden lässt er Smileys Feuerzeug fallen und sich vom britischen Geheimdienst abführen. Während Peter Guillam seinem alten Freund zu dessen Triumph gratuliert, weiß dieser nur zu gut, wie sehr sich die beiden Kontrahenten am Ende angenähert haben: Es war das für Smiley typische Mitgefühl, das den vermeintlich gefühllosen Karla zu Fall brachte, während Smiley in der Jagd auf seinen Widersacher dessen Fanatismus übernahm.

## Smileys Finale
Laut John le Carré bildet Agent in eigener Sache den dritten und letzten Akt der Auseinandersetzung zwischen Smiley und Karla, die ursprünglich nicht auf eine Trilogie angelegt gewesen war. Nach den Plänen des Schriftstellers hätte das Duell der beiden Widersacher eine große, den Globus umspannende „Comédie Humaine des Kalten Krieges“ über eine zweistellige Anzahl von Büchern werden sollen. Doch bereits bei den Recherchen zu Eine Art Held wurde er des Gegensatzpaares überdrüssig, dessen Auftritt den Roman aus seiner Sicht nicht verbesserte. Agent in eigener Sache plante er als Requiem für Smiley, zu dem er noch einmal alle seine alten Weggefährten aufbot, um sich mit den folgenden Büchern anderen, jüngeren Helden zuzuwenden. Noch einmal wurde Smiley in Der heimliche Gefährte (The Secret Pilgrim, 1990) reaktiviert, fungierte jedoch beim Abgesang auf den Kalten Krieg lediglich als eine „Stimme aus der Vergangenheit“. In ähnlicher Weise ist der uralte Smiley in Das Vermächtnis der Spione (A Legacy of Spies, 2017) abgetaucht und hat nur auf den letzten Seiten einen kurzen persönlichen Auftritt und wird so zum Symbol einer vergangenen Epoche.

## Verfilmungen
Im Jahr 1982 produzierte die BBC eine sechsteilige TV-Serie unter der Regie von Simon Langton. Die Rolle des George Smiley übernahm Alec Guinness. In weiteren Rollen waren Beryl Reid, Eileen Atkins, Bernard Hepton und Michael Byrne zu sehen.

## Ausgaben
- John le Carré: Smiley’s People. Hodder & Stoughton, London 1979, ISBN 0-340-24704-5.
- John le Carré: Agent in eigener Sache. Aus dem Englischen von Rolf und Hedda Soellner. Hoffmann & Campe, Hamburg 1980, ISBN 3-455-00817-8.